# Pintade plumifère
Guttera plumifera
Espèce
Statut de conservation UICN

 LC  : Préoccupation mineure
La Pintade plumifère (Guttera plumifera) est une espèce d'oiseau appartenant à la famille des Numididae.

## Répartition
Elle vit à travers la forêt du bassin du Congo.

## Liste des sous-espèces
Selon la classification de référence du Congrès ornithologique international (version 15.1, 2025) :
- Guttera plumifera plumifera (Cassin, 1857) — du sud du Cameroon au nord de l'Angola ;
- Guttera plumifera schubotzi Reichenow, 1912 — nord et est de la République Démocratique du Congo.